# Abū Sulaymān al-Sijistānī
Abū Sulaymān Muḥammad ibn Barhām al-Sijistāni, chiamato anche al-Mantiqī, ossia "il Logico" (Sistan, ca. 932 – ca. 1000) è stato un teologo e filosofo persiano.

## Biografia
La sua nisba indica come luogo di nascita o di provenienza la regione iranica del Sijistān o Sīstān (provincia dell'attuale Iran). Fu il più rilevante filosofo islamico persiano del suo secolo, attivo a Baghdad.
Profondamente religioso, studiò tanto la religione islamica quanto la filosofia.
Egli usava riunire regolarmente attorno a lui un circolo di filosofi e di letterati, per discutere di filosofia, religione e lingua. In quanto filosofo con un netto orientamento umanistico, egli affrontò tematiche strettamente filosofiche, facendo ricorso all'Aristotelismo e al Neoplatonismo. 

Considerava filosofia e religione nettamente differenti per natura e metodo, tanto da non poter essere mutuamente conciliate, e che l'eccellenza assoluta di Dio era estranea al tempo. 

## Opere
Il suo lavoro più noto è il Siwān al-Ḥikma "Vascello della Sapienza", una storia della filosofia dalle origini al suo tempo.